# Манастир Добра Вода
Рушевине манастира Добра Вода или Петровица је некадашњи манастир чији се остаци налазе на узвишењу изнад реке Клине, недалеко од села Добра Вода код Клине. Сматра се да се на том месту замонашио свети Петар Коришки, па је током пете деценије 14. века, као метох Дечана, ту подигнута црква посвећена светим Петру и Павлу, око које се касније развио утврђени манастир. Током друге половине 16. века црква је доживела велику обнову, у којој је добила утврђени егзонартекс на западу и нови наос на истоку. Радови на њеној конзервацији, делимично су изведени током 1966. и 1967. године.
Остаци манастира се налазе под заштитом Републике Србије, као споменик културе од изузетног значаја, у склопу споменичке целине Белодримски манастири и цркве.Импозантна, хронолошки слојевита целина урушена је и оскрнављена 1999. године.

## Архитектура и живопис
Првобитна црква је имала једнобродну основу над којом се уздизала купола смештена на слободним стубовима.Олтарска апсида је била полукружна, прозори четвртасти, а имала је и парове ниша полукружне основе, на бочним зидовима. Сматра се да су је подигли мајстори из Приморја, на основу начина градње и стубова чије основе и капители су украшени у стилу позне готике. На основу неколико сачуваних делића живописа, претпоставља се да су га извели зографи онаквих стилских схватања каква репрезентује живопис дечанске цркве.
У другој половини 16. века, првобитној цркви је на источној страни дозидана једнобродна црква са полукружном апсидом, док је она претворена у нартекс, а њена апсида је пробијена. Истовремено, на западној страни је дограђен егзонартекс, над којим се уздизао спрат са грудобраном, који је заправо био кула. Улази у цркву су били смештени на западној страни егзонартекса и у југозападном крају нартекса, док се спратном делу приступало од споља, преко врата смештених на његовом јужном зиду, испод којих данас постоје удубљења намењена гредама носачима.Прозори на новим деловима били су облику пушкарнице, у шта су претворени и прозори на првобитном делу цркве, а живописана је само апсида и лунете око ње.